# Njombe (region)
Njombe  är en av Tanzanias 30 regioner och är belägen vid Malawisjön i den södra delen av landet. Administrativ huvudort är staden Njombe.
Bergskedjan Kipengere dominerar den västra delen av regionen, där den sluttar ner mot Malawisjöns kust.

## Administrativ indelning
Regionen är indelad i fyra distrikt:
- Makete
- Njombe
- Ludewa
- Wanging'ombe

## Urbanisering
| Ort          | Distrikt     | Invånarantal 2002 |
| ------------ | ------------ | ----------------- |
| Makambako    | Wanging'ombe | 35 919            |
| Njombe Mjini | Njombe       | 34 630            |